# Голенко, Константин Петрович
Константин Петрович Голенко (1823—1884) — русский морской офицер, участник Крымской войны, герой Севастопольской обороны, Георгиевский кавалер.

## Биография
Родился в 1823 году. Образование получил в Морском кадетском корпусе, из которого выпущен 8 января 1841 году мичманом в 35-й флотский экипаж; в следующем году переведён в 37-й флотский экипаж Черноморского флота.
В течение тринадцати лет Голенко плавал по Чёрному морю на кораблях, перевозивших грузы и солдат из Николаева и Севастополя в крепости Кавказского побережья. В 1854 году Голенко назначен командиром транспорта «Кинбурн» и, с открытием Крымской кампании, он с 11 мая по 12 сентября 1854 году находился на Севастопольском рейде. С 12 сентября по 22 октября того же года он командует транспортом «Буг». После затопления Черноморского флота Голенко принял командование 3-м бастионом 3-й оборонительной линии Севастополя и оставался там в продолжение десяти месяцев, вплоть до 28 августа 1855 года.
При отражении штурма Севастополя 24 октября 1854 года Голенко был контужен в правую руку, но остался в строю; 28 октября он снова был контужен камнем в грудь, но бастиона не покинул; 9 декабря он получил пулевое ранение в ногу, но после перевязки на бастионе не оставил свою команду; 31 марта 1855 года получил сильнейшую контузию обеих ног от неприятельского ядра, а другое ядро контузило Голенко в голову с обожжением левой стороны лица и он был эвакуирован в Симферополь. Однако, лишь немного поправившись, 24 мая Голенко вернулся в ряды защитников Севастополя, а 1 июня снова тяжёло контужен в голову с повреждёнием правого глаза; тем не менее, после двухнедельного излечения на пароходе «Владимир» он снова был на своём бастионе.
За отличие при обороне Севастополя Голенко 6 декабря 1854 года награждается орденом Св. Владимира 4-й степени с мечами и 11 мая 1855 года он был удостоен ордена Св. Георгия 4-й степени (№ 9602 по списку Григоровича — Степанова).
В воздаяние подвигов примерной храбрости, оказанных им при обороне г. Севастополя при последнем десятидневном бомбардировании сего города.
11 месяцев, проведённых Голенко под бомбами и ядрами в Севастополе, зачтены ему, на основании объявленной всему севастопольскому гарнизону Высочайшей милости, за 11 лет службы по всем её правам и преимуществам.
По окончании Крымской войны Голенко перешёл на службу в торговый флот и в 1857—1860 годах совершал рейсы между Крымом, Кавказом, Константинополем и Александрией в звании командира парохода «Таврида».
Выйдя в 1860 году в отставку Голенко поселился в своём имении в Островском уезде Псковской губернии. 24 декабря 1861 года он был назначен мировым посредником по Островскому уезду. Его служба в этом звании продолжалась почти три трёхлетия и только сокращение числа мировых участков в 1866 году заставило Голенко сложить с себя это звание; но в том же году его избирают в почётные мировые судьи.
13 марта 1867 года Голенко произведён в капитаны 1-го ранга с увольнением от флотской службы, с сохранением права носить мундир и назначением ему пенсии, однако его служба мировым судьёй продолжалась, но уже не почётным. В этой должности он остаётся по 1870 года.
6 января 1872 года Голенко назначен управляющим города Павловска и заведующим мызой Стрельна. Впоследствии ему было вверено управление и прочими имениями великого князя Константина Николаевича. На этом посту Голенко прежде всего озаботился освободить Павловск от различных остатков бывшего крепостного барского хозяйства; так в Павловске оставались казённые мастерские: столярная, слесарная, обойная, трубочистная и тому подобные, всё это заменено было вольным наёмным трудом. Также был составлен и утверждён новый штат по управлению Павловском; на основании этого штата все служащие, при выходе в отставку, получали право за выслугу лет иметь более значительный размер пенсий. Счетоводство сокращено и упрощено, заведены кассовые книги; произведены значительные улучшения и нововведения по агрономической и сельскохозяйственной части и вследствие этого значительно выросла доходная часть имений.
Во время управления Голенко хозяйствами великого князя Константина Николаевича был совершён обязательный выкуп крестьянами Гдовского и Фёдоровского имений земельных наделов и сверхнадельных участков; выкуп этот был совершён на весьма выгодных крестьянам условиях. В Павловске на новые доходы были построены общественный театр и новое здание Магнитной обсерватории Академии наук, обширные постройки Учительской семинарии.
Скончался 27 апреля (9 мая) 1884 года в поезде под Симферополем, сопровождая великого князя Константина Николаевича в поездке в Крым. Похоронен в Ялте на Ливадийском кладбище.

## Память
С 20 декабря 2016 года Могила участника Крымской войны К. П. Голенко, местонахождение Республика Крым, городской округ Ялта, пгт. Ливадия, Севастопольское шоссе, поселковое кладбище была включён в Реестр культурного наследия народов России со статусом объект регионального значения.  Объект культурного наследия народов РФ регионального значения. Рег. № 911710901490005 (ЕГРОКН)

## Семья
Был женат на Анне Дмитриевне (1833—1872). У супругов родилось 10 детей:
- Пётр (1857 ― не ранее 1894)
- Юлия (1856—?)
- Евгения (род 1 сентября 1859)
- Константин (1861—1881)
- Аделаида (1862—1910)
- Антонина (род. 28 мая 1863)
- Наталья (1864—1884)
- Анна (род. 10 сентября 1866)
- Алла (1870—1947)
- Георгий (1872—1942) — старый большевик, участник борьбы за Советскую власть в Москве.